# Сингапурско-фиджийские отношения
Сингапурско-фиджийские отношения — двусторонние дипломатические отношения между Сингапуром и Фиджи. Установлены 30 ноября 1971 года, обе страны вошли в Альянс малых островных государств. Сингапур превратился в главного импортёра Фиджи и основного поставщика топлива. Кроме того, Сингапур оказывал Фиджи значительную экономическую помощь. Власти Фиджи использовали сингапурских специалистов для реформы Национального резервного фонда Фиджи и для разработки планирования развития городов.

## История
Обе страны были частью Британской империи. В 1960-е годы у Ли Куан Ю сложились дружеские отношения с К. Марой. Сингапур и Фиджи установили дипломатические отношения 30 ноября 1971 года. Посол Фиджи в Индонезии был аккредитован в Сингапуре. В 1986 году Ли Куан Ю посетил Фиджи.
В 2011 году глава Фиджи Ф. Мбаинимарама посетил Сингапур. В 2012 году при участии сингапурских консультантов провели реформу Национального резервного фонда Фиджи по образцу Центрального резервного фонда Сингапура.
С 6 по 12 августа 2012 года по инициативе министерства иностранных дел Сингапура был проведён в Сингапуре ознакомительный визит министров иностранных дел стран Передовой группы меланезийских государств, с приглашение министров иностранных дел ещё 7 стран Океании. В 2019 году эксперты государственного сингапурского агентства разработали генеральный проект планирования для Сувы, Нади и Лаутоки сроком на 50 лет.
По состоянию на 2020 год Сингапур и Фиджи входили в Альянс малых островных государств. Власти Фиджи рассматривали Сингапур как образец — Управление жилищного хозяйства Фиджи было создано по принципу Совета по жилищному строительству и развитию Сингапура

## Экономические отношения
С середины 2010-х годов Фиджи импортировало 90 % топлива из Сингапура, который стал главным партнёром по импорту. После 2016 года Сингапур отказался покупать рыбу и сельскохозяйственную продукцию (включая сахар) Фиджи и по состоянию на 2020 год был одним из последних партнёров Фиджи по экспорту. Экспорт Фиджи по состоянию на 2020 год был представлен в основном драгоценными металлами и минеральной водой.
.
Фиджи по состоянию на 2020 год получало помощь от Сингапура в рамках «Сингапурской программы сотрудничества» и по «Программам подготовки кадров в третьих странах», предусмотренной «Планом Коломбо».
С 2010 года по 2015 год на Фиджи были зарегистрированы 12 сингапурских инвестиционных проектов стоимостью около 116 млн долларов.
В апреле 2016 года было открыто прямое авиасообщение между Сингапуром и Фиджи, которое стало осуществляться фиджийским авиаперевозчиком 2 раза (с 2017 года 3 раза в разгар сезона) в неделю. В апреле 2016 года был подписан Меморандум о взаимопонимании между Управлением наземного транспорта Фиджи и Управлением наземного транспорта Сингапура. Сингапурская сторона обязалась обучать сотрудников Управления наземного транспорта Фиджи. По состоянию на 2020 год время перелёта между Сингапуром и Фиджи составляло более 10 часов.

## Гуманитарное сотрудничество
Сингапур неоднократно оказывал гуманитарную и финансовую помощь Фиджи после тайфунов.
Между Сингапуром и Фиджи был подписан Меморандум по вопросам здравоохранения, который предусматривал обмен опытом, курсы профессиональной переподготовки и повышения квалификации для фиджийского медицинского персонала, а также поставку на Фиджи из Сингапура медицинского оборудования и лекарств.

## Сингапурская диаспора на Фиджи
На Фиджи по состоянию на 2020 год постоянно проживали около 20 сингапурцев, которые вели финансовую и торговую деятельность: обмен валют, рыбный промысел и переработка морепродуктов, держали небольшие кафе и маленькие магазины. Большинство из этих сингапурцев приехали на Фиджи в начале 1990-х годов. По состоянию на 2020 год они не реже двух раз в год собирались на званый обед в честь приезда Верховного комиссара Сингапура на Фиджи.